# Megareus
Megareus – w mitologii greckiej królewicz tebański.
Uchodził za syna Kreona. Był jednym z rodu Spartan, który dobrowolnie zgodził się umrzeć, aby spełniła się wizja Tejrezjasza mówiąca o wygranej Teb w wojnie siedmiu przeciw Tebom, którzy wyruszyli na Teby w obronie praw Polinika. Rzucił się z murów wprost do nory smoka, zabitego ongi przez Kadmosa.